# Aandrijfas
Een aandrijfas is een as die (een) kracht(en) overbrengt van een aandrijvend element (bijvoorbeeld een motor) naar een aangedreven element (bijvoorbeeld de wielen van een auto).

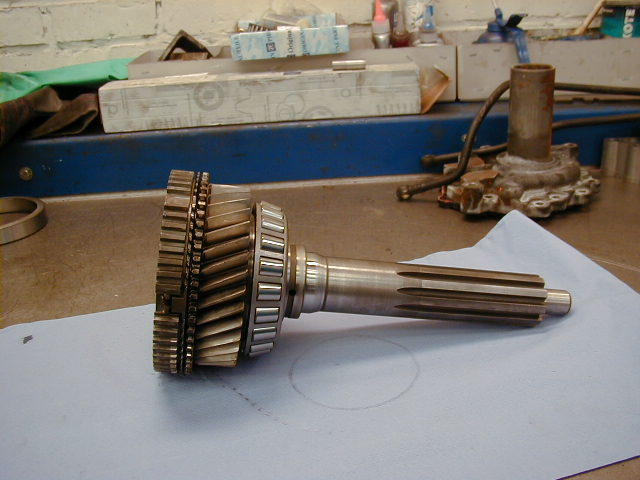
Ingaande as van een versnellingsbak, met (rechts) de spiebaanverbinding die in de koppelingsplaat steekt

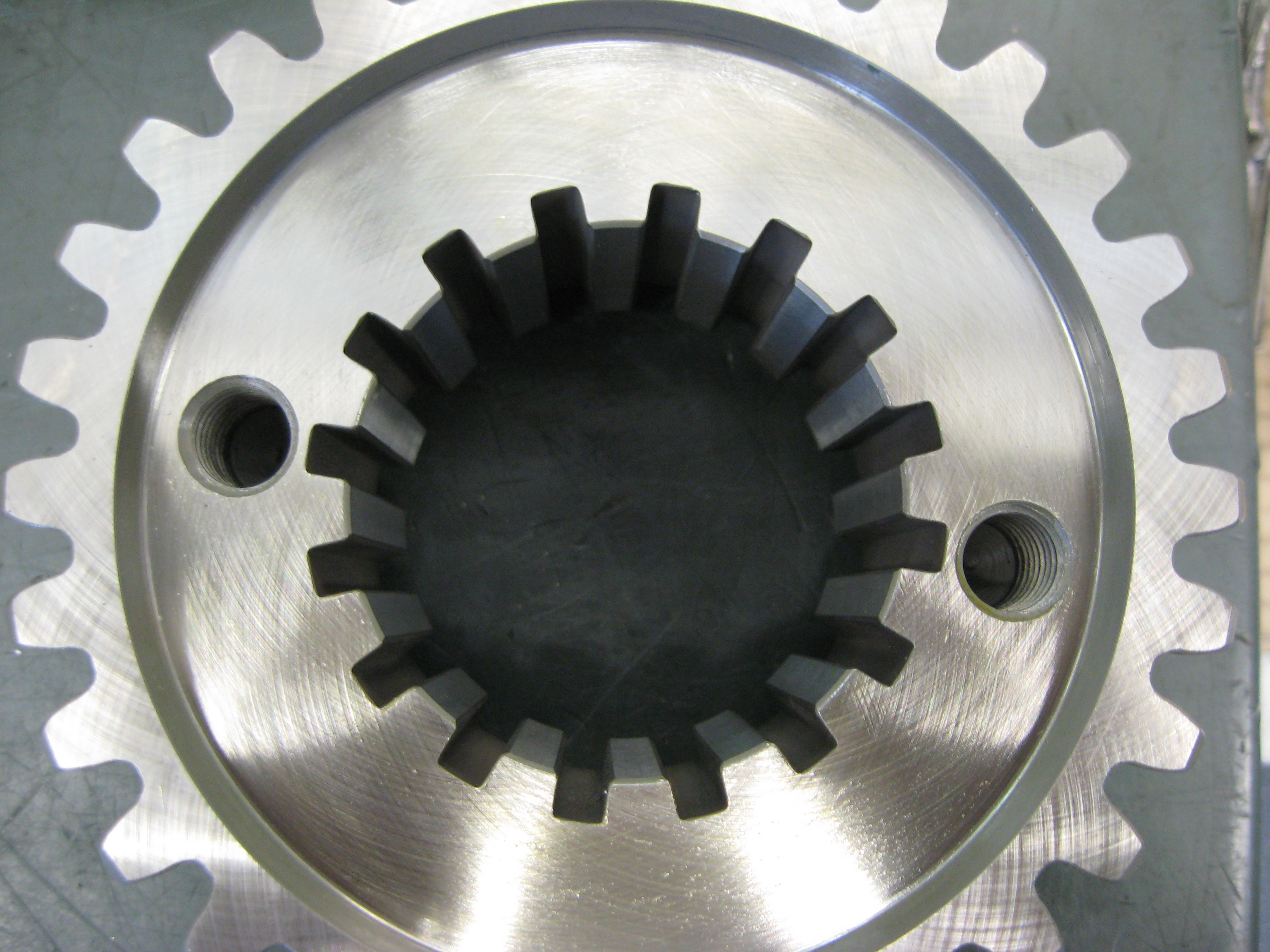
Inwendige spiebaanverbinding. Een as met uitwendige spiebaanverbinding kan hier in geschoven worden. Hierdoor ontstaat een rechtstreekse krachtoverbrenging, maar de as is wel eenvoudig te verwijderen en kan zelfs in- en uitschuiven

De cardanas overbrugt hoogteverschil, maar verandert de draairichting niet

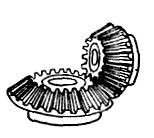
Kegeltandwielen kunnen grote hoeken maken. Tandwielen met verschillende diameter kunnen een koppel vergroten of verkleinen

Een aandrijfas wordt zelf ook weer aangedreven, door een elektromotor, een verbrandingsmotor, een hydromotor, maar bijvoorbeeld ook door water of wind. 
- Een as die krachten rechtstreeks kan overbrengen (in een rechte lijn) is vaak star verbonden (geschroefd of gelast) of met spiebanen verbonden met het aandrijvend element. Dit geldt bijvoorbeeld voor koppelings- en versnellingsbakassen. De verschillende assen in een versnellingsbak geven de krachten aan elkaar door met behulp van de tandwielen die rond de assen zelf zijn aangebracht.

- Assen die krachten wél in dezelfde lijn moeten doorgeven, maar ten opzichte van elkaar niet in één lijn liggen, zijn vaak uitgevoerd als cardanaandrijving. Hierbij zorgen kruiskoppelingen ervoor dat de beperkte hoeken die de aandrijflijn moet overwinnen kunnen worden overbrugd. Een voorbeeld hiervan is de aandrijfas tussen de versnellingsbak van een auto, en de ingaande as van de eindaandrijving, die veel dichter bij de grond ligt. De kruiskoppelingen zorgen ervoor dat de lager gelegen eindaandrijving kan worden aangedreven, maar ook dat de hoogteverschillen door het in- en uitveren worden opgevangen.
- Assen die krachten in een grotere hoek moeten overbrengen, zijn vaak verbonden door middel van een schuine vertanding. Deze conische of kegeltandwielen kunnen verschillen in diameter, waardoor het overgebrachte koppel groter of kleiner wordt. Deze asverbinding wordt bijvoorbeeld toegepast als een cardanaandrijving is gebruikt op een voertuig met een dwarsgeplaatste motor. De voorwaartse beweging van de krukas, koppeling en versnellingsbak moet worden omgezet in een langsdraaiende beweging van de cardanas.